# 乌托邦

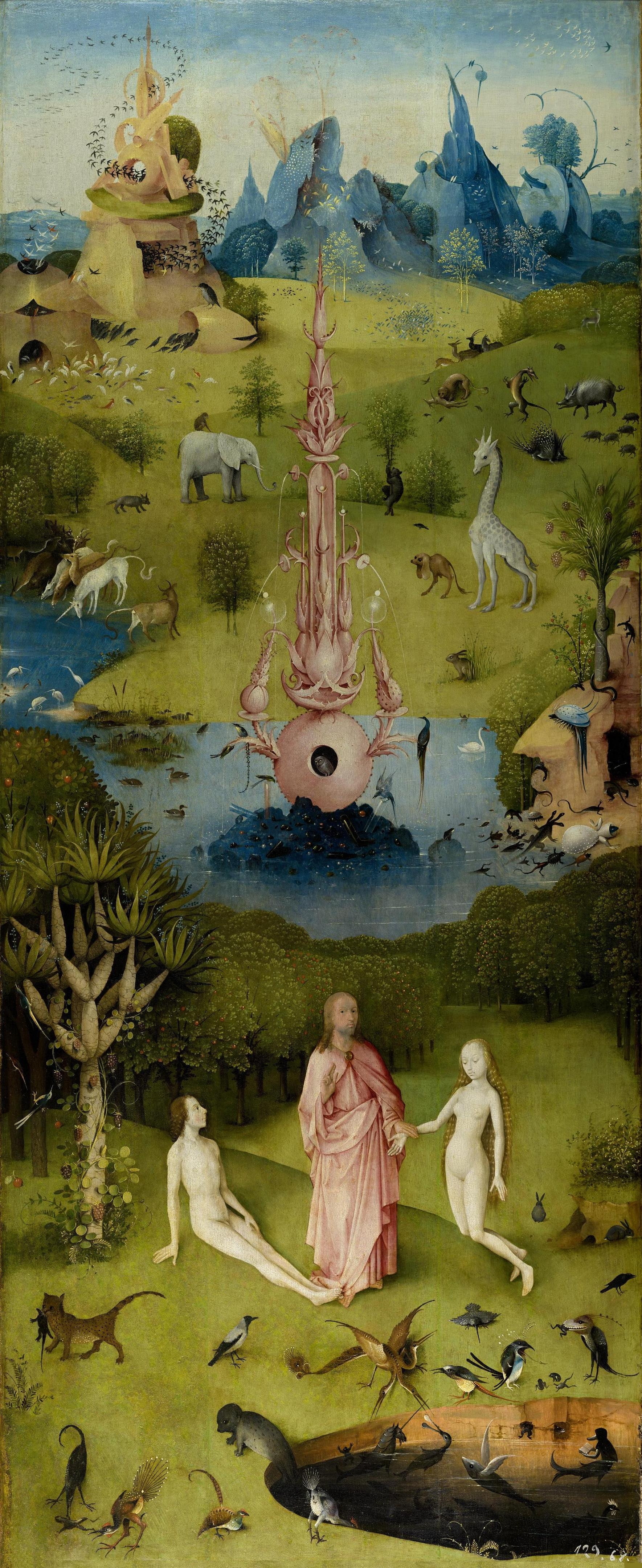
耶罗尼米斯·博斯所描绘的伊甸园

烏托邦（直译：「无处之地」），也稱「理想鄉」（和製漢語，曾為魯迅《華蓋集》中使用）、「無何有鄉」（無何有之鄉此句話出自《莊子》之逍遙遊篇）、「泰世」、「大同世」(康有为)，是一个理想的群体和社会的构想，名字由托马斯·摩尔的《乌托邦》一书中所写的完全理想的共和国“乌托邦”而来，意指理想完美的境界，特別是用於表示法律、政府及社會情況。托马斯·摩尔在书中虚构了一个大西洋上的小岛，小岛上的国家拥有完美的社会、政治和法制体系。这个词被用来描述一种被称为“意向社群”的理想社会和文学虚构的社会，而这个概念也引申出了其他的概念，最突出的概念就是反乌托邦。Lyman Tower Sargent认为：乌托邦本质上是矛盾的，因为社会是异质的，并且有相互冲突的欲望，因此所有人的欲望不能同时得到满足。

## 詞源
这个词出于希臘語：，意为「不」，和τόπος，意为「地方」；这个词现在托寓那些不可能出现的理想社会和事物。英语中的同音词Eutopia（读音：/juˈtoʊpiə/），来源于希腊语εὖ，意为「好」，和τόπος，意为「地方」，所以这个词有双重意义。

## 形态
摩尔的《乌托邦》一书与柏拉图的理想国有很大联系。这是一个理想、完美的共和国（社会平等主义者和和平主义者的观点），虽然他的子民们也要为此而工作而奋斗。但是社会上的一切丑恶现象，如贫穷、歧视、不公和苦难，都远离这个世外桃源。这里只有几条法律规定，没有律师。并且没有城民愿意发动战争。但是他们从周边的好战国家雇来雇佣兵（他们让这些雇佣兵面对威胁，是因为他们希望所有好战的人都在战争中灭亡，最终只留下爱好和平的人）。这样的社会也以包容的心态迎接各种宗教流派。一些读者认为摩尔想以此来作为国家建设的蓝本，而其他一些人认为摩尔其实没有这样的打算。一些人立场坚定地认为，摩尔的《乌托邦》的作用其实是用一个理想的社会来讽刺摩尔身处时代的英格兰社会。这种看法也顺理成章的解释了这本书和这个国家名字的意义。乌托邦在希腊语中的读音在“没有的地方”和“好地方”间含糊不清：乌托邦是由音节ou-（意为“不”）和topos（意为“地方”）而组成的复合词，但是他又与由同音前缀eu-（意为“好”）组成的词同音。这样其实也是在暗示：“没有地方”是真正“完美的地方”。
乌托邦概念的另一个版本来自於犹希迈罗斯公元前3世纪所著的《圣神的历史》（Sacred History）中记载的Panchaea岛。
而“乌托邦”一词在各个领域也代表了各自不同的意思：

### 生态乌托邦

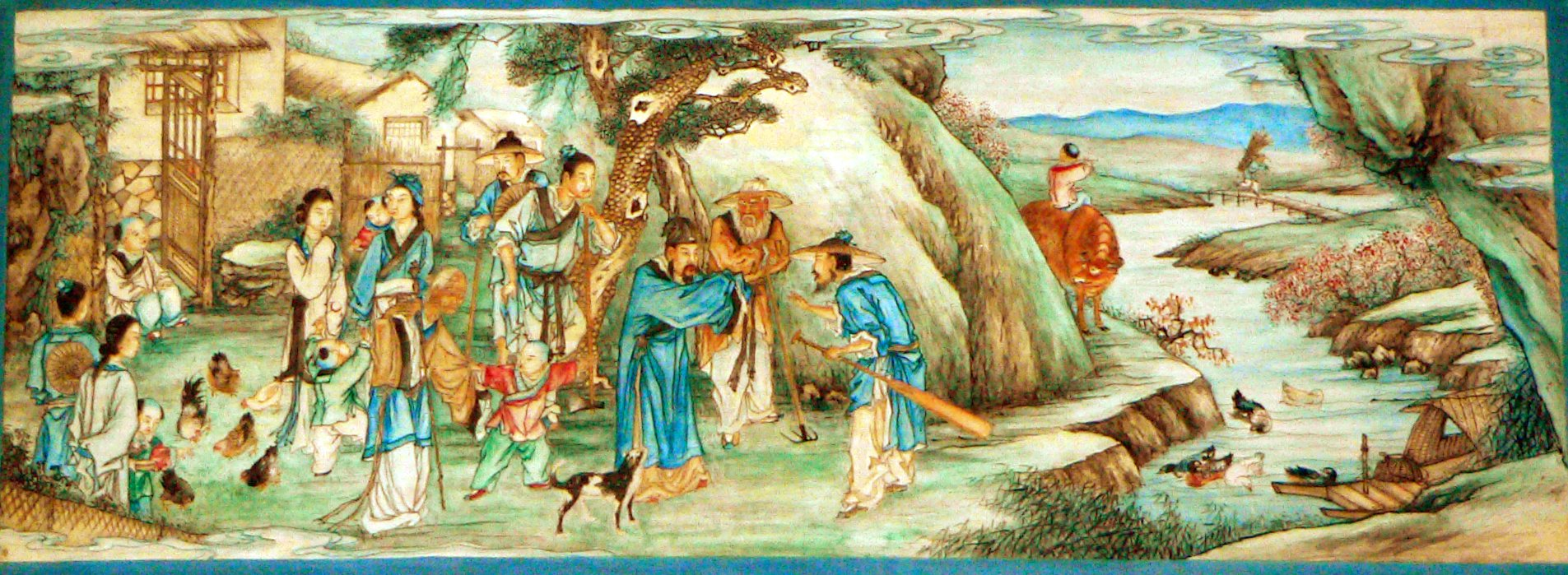
桃花源

生态乌托邦描绘了一种人类社会与自然共同相处的新方式。生態烏托邦对于现代西方基于环境破坏的生活方式与传统的和大自然和谐相处的生活方式之间的差别做出回应。根据荷兰学者马里乌斯·德·赫斯的想法，生态乌托邦应该就是绿色政治运动的灵感来源。
生态乌托邦与乌托邦的主要生态思想来自于：
- 《乌托邦》，托马斯·摩尔（1516）
- ，亨利·戴维·梭罗（1854）
- 《乌有乡消息》（News from Nowhere），威廉·莫里斯（1891）
- 《明日的田园城市》（Garden Cities of To-morrow），埃比尼泽·霍华德（1898）
- 《桃源二村》（Walden Two），伯尔赫斯·弗雷德里克·斯金纳（1945）
- 岛，奥尔德斯·赫胥黎（1962）
- 《生态乌托邦》（Ecotopia），欧内斯特·卡伦巴赫（1975）

在中篇小说《Rumfuddle》中，作者杰克·万斯将生态乌托邦扭曲了。书中，杰克笔下的主角发明了时光旅行，并且通过给每一个人一个荒无人烟的替代地球（alternate-earth）来让他们度假（避开邻居的打扰）的方法成为地球的统治者。然而，这个统治者却要他们每个人完成一个工作，那就是“打扫”地球一周并将地球的环境恢复到原始的状况。小说裡大家所做的基本就是开着推土器将工业文明的瓦砾通过时空穿梭的入口推到其他时代，将那里变为垃圾的海洋。

### 经济学
经济乌托邦是以经济学为基础的概念。因为这个概念产生的意向社群中大多数是为了对付19世纪的经济大萧条而诞生。
特别是在19世纪初，一些乌托邦思想的产生总是会与当时社会上重商主义与资本主义发展联系起来。这些运动往往被人们归为或称为“空想社会主义”，因为这些运动往往有着一些相同的特点：他们总是主张商品的平均及平等的分配，并且屡次全面的废除货币的存在。公民们只做那些他们想做的工作或者为了公益而做。剩下的时间足够让他们在艺术和科学素养方面得到提升。一个关于此类乌托邦的一个较为经典的例子是爱德华·贝拉米所写的《回溯过去》（Looking Backward）。另一个空想社会主义的例子是威廉·莫里斯的《乌有乡消息》，全书对贝拉米所构造的自上至下（官僚体制）乌托邦进行了批评。然而，由于社会主义运动的发展使得社会主义理论偏离了乌托邦，马克思尤其是在早期曾批评过早期的社会主义并称其就像乌托邦一样。从艾瑞克·弗兰克·罗塞尔的书《大爆炸》中的最后一节中有关经济和空想社会主义里的细节可以看出当时已经形成了社区交易系统（LETS）。乌托邦通常也被想象为政治光谱的对立面。举个例子，罗伯特·A·海莱因的书《严厉的月亮》中为我们描绘了一个存在着资本主义和自由主义的乌托邦。这类资本主义乌托邦一般是基于自由市场经济，但是前提是没有任何强制性机构、政府为这些私营企业的发展提供机会，无论是社会上还是个人的。
为了应对各种政治保守活动，在20世纪初美国周围兴起了许多乌托邦经济模式。他们大多数被称为公社。

### 政治与历史
世界和平那样的全球的乌托邦往往会被视为历史的结局和终结。“文化聚合主义”是一个在本地化政治结构和体系中被提出，基于异种文化间可能，并且其以参与性社会为原则的理念。
苏联作家伊万·埃夫雷莫夫在“赫鲁晓夫解冻”期间中所著的乌托邦科幻小说《仙女座》（1957年）中提到人类被凝聚在一个如同银河宽的大圆上，并且最终在一个从不同的哲学体系中竞争取舍而得出的社会框架中发展自己的科技与文化。

### 宗教乌托邦

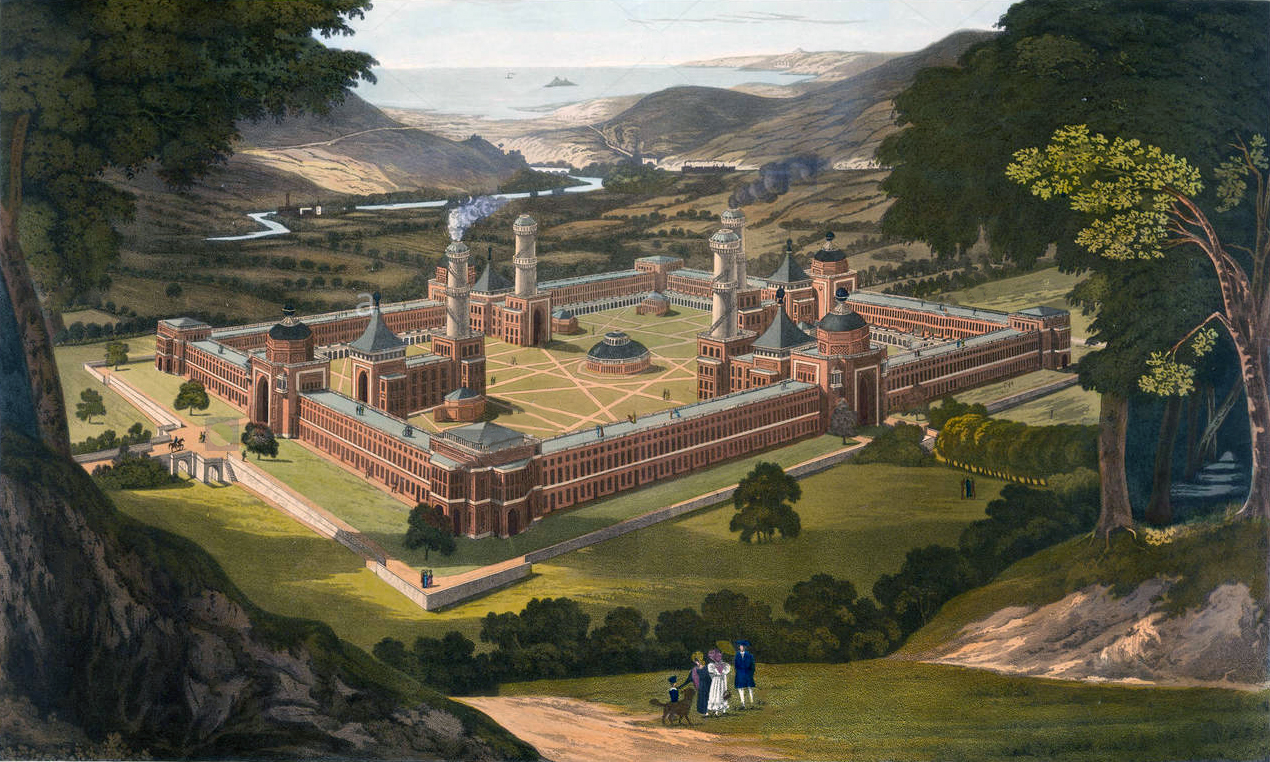
新和谐村，由罗伯特·欧文所创立

宗教乌托邦基于宗教理念，并且其在人类社会中最常见。这些人一般跟随或相信一种公认为乌托邦的宗教传统。一些人允许非信徒或者非教徒在他们家中强占居所，但是其他人（例如昆兰的共产主义者）则并不会这样。
基督教(並非單指新教)、犹太教和伊斯兰教对伊甸园和天堂的构想可以被称为乌托邦形式，而这在其民间宗教形式下尤为凸显。这些宗教乌托邦理论往往被称为“欢愉园”，因为其诠释了一个存在的，无所顾虑的幸福状态。他们假定他们可以免于罪恶，痛苦甚至死亡并假定他们可以同天使交流。在这方面上，印度教的超脱和佛教的涅槃概念往往被认为是一种宗教乌托邦。但无论是印度教还是佛教，乌托邦只是一种精神状态而非一个地方。这是一个让我们不需要源源不断的思绪来冥想即可达到的信念，人们从中得到启示。这个启示脱离了生死轮回的理念，回归到乌托邦概念上。
这种由人类所创造出来的普通的乌托邦观念，在以该理念为基础的“宗教乌托邦”上更加显而易见。作为想要通过美德和价值观来构建或重建人类社会的人们，他们往往相信自己已经迷失方向并且有来世等待着他们。
在美国及欧洲十九世纪的第二次大觉醒及后的一段时间，许多激进的宗教组织都建立了乌托邦形式的社会组织并用他们的信仰来管理人民生活的方方面面。其中最著名的社会组织是于18世纪在英国创建而后迁至美国的“震教教友会教徒”。很多宗教乌托邦的组织都是在十八十九世纪由欧洲迁至美国的，其中就包括“和谐社会”等组织。“和谐社会”是一个崇尚“奥秘基督教”以及“虔敬主义”的组织，其于1785年在德国Iptingen成立。由于受到路德教派和符腾堡政府的宗教迫害，该组织于1803年10月7日迁至美国并在1805年2月15日在宾夕法尼亚州定居。他们同400名追随者一起在此建立起了一个“和谐社会”并将他们的财产共同所有。该组织一直维持到1905年，这使之成为美国历史上存在时间最长的公社。而由约翰·汉弗莱·诺伊斯在纽约奥奈达创建的奥奈达公社也是美国历史上存在时间较长的公社之一（1848年至1881年），其不止是因为乌托邦的模式而闻名于世，更因为其所生产的“奥奈达银器”。“阿玛纳殖民地”组织（1855年至1932年）则由德国的激进的虔敬主义者在爱荷华州创立，而生产冰箱和家电的阿玛纳公司也是由该组织改变而来。

### 科学和技术方面

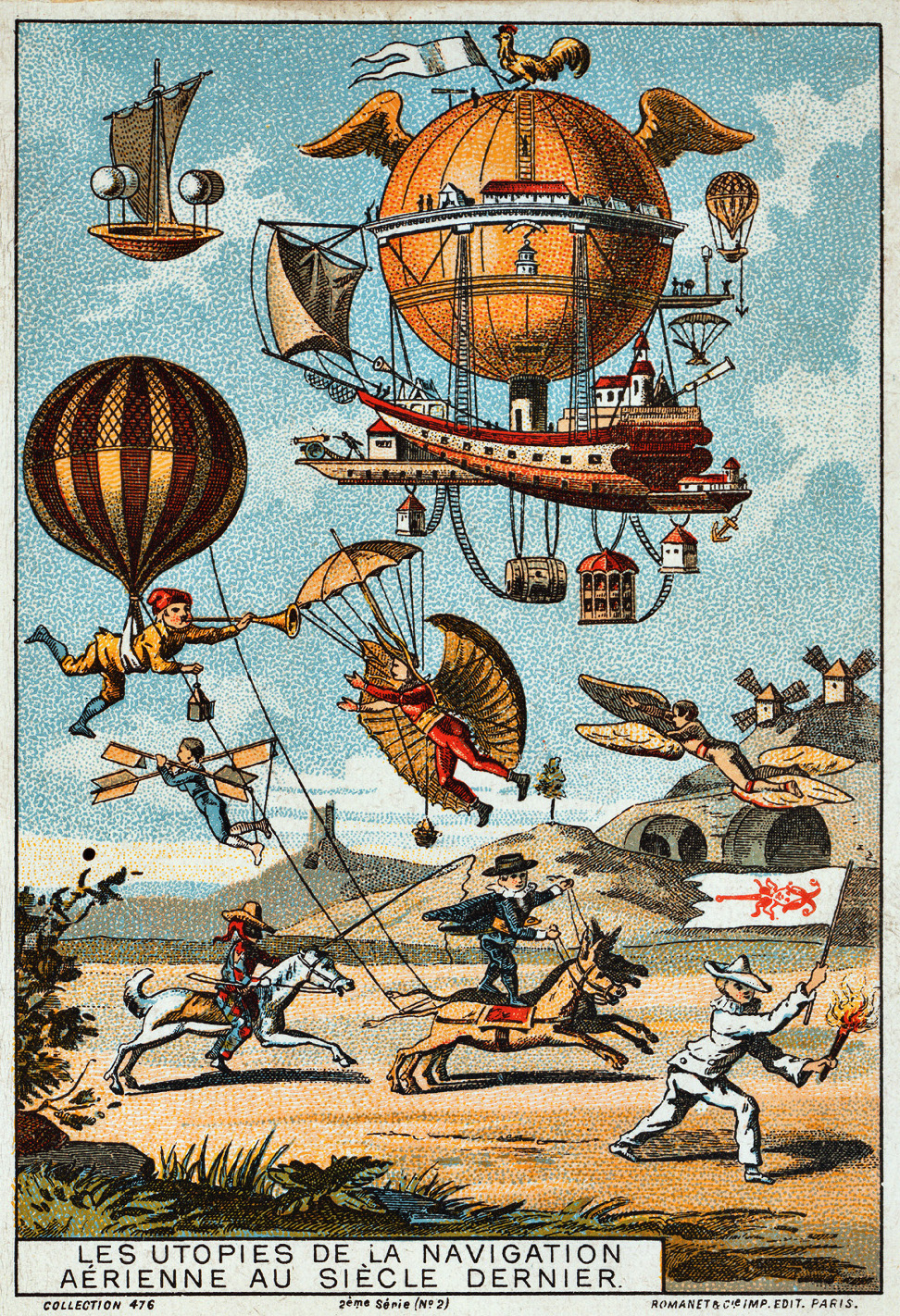
乌托邦飞行器（法国，1890-1900，石印的收藏卡）

科学和技术的乌托邦被人类设想在未来，那个时候人类可以借用先进的科学技术让自己达到一种乌托邦的生活标准；例如，人们将不再会感受到痛苦或者死亡等等。技术已经影响到人类生活的方方面面，例如睡眠，吃饭甚至生育这些普通的功能及需求都可以用人工或其他方式代替或满足。而其他一些观点认为人类同科学技术之间达到了一种平衡使人类只能用科学技术来提高自己的生存条件而已（例如《星际迷航》）。为了代替静态的完美乌托邦，自由主义者设想了一个“extropia”，他们更喜欢这样一个开放，不断变化且允许个人或志愿团体创立组织的社会。
巴克敏斯特·富勒提出了技术乌托邦的理论基础并且将一些可能能够引领乌托邦发展的设想从纸上移到了现实社会中。科技乌托邦与自由意志社会主义乌托邦在苏格兰作家伊恩·班克斯所著的《文化》中得到了重要体现。
而反对这种观点的人认为，先进的科学技术会因为蓄意的滥用和意外的事故让环境遭受破坏甚至导致人类灭绝。就像雅克·埃吕尔和蒂莫西·米切尔一样，他们批评并提倡防范人类过于草率的使用新技术的行为。作家大卫·哲忍和德里克·简森认为现代技术正在剥夺人类的自主权并希望现在的工业文明发生崩溃。为了避免人类被技术所威胁并希望人类与技术和谐相处，他们更青睐小规模的工业组织。
主流文化中，也存在着许多表现“毁灭性技术”的例子，比如经典的美丽新世界和一九八四，都谈论了这些内容。

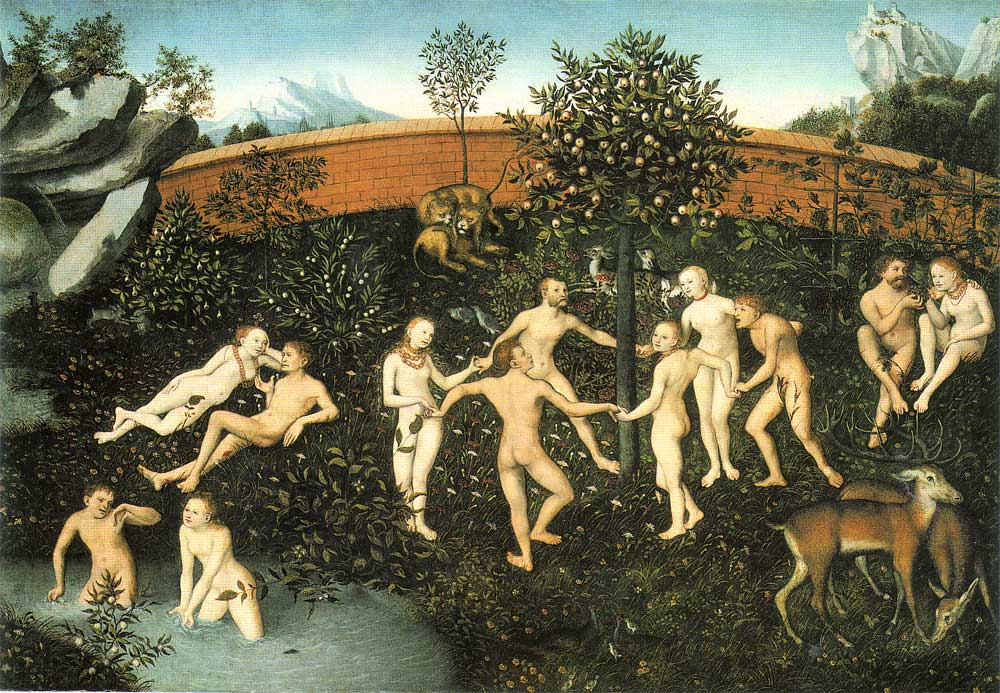
老卢卡斯·克拉纳赫所绘的伊甸园

### 神話中的樂園
在许多文化，社会，宗教以及起源论中，在很久很久以前的远古时代，人类生活的简单却又满足且幸福。神话往往告诉我们，在那段时期中，人类与自然和谐的共处，人们的需求很少并且没有过多的欲望。而人类所期望的都是大自然足以满足人类的。因此，人类之间没有互相压迫和发动战争的动机，也没有进行困难和令人痛苦的工作的需要。人类简单而又虔诚，他们觉得自己离上帝很近。根据一种人类学理论，狩猎-采集社会是最初的富裕社会。
这些神话和宗教原型往往在各地文化中都有提及并且当人们在困难或者关键时刻时，这些故事又会发出特殊的生命力。然而，神话中所说的往往都没有在遥远的过去中的某个时间里发生过，但是人类在想象在未来的某个时间里，在遥远的，虚构的一个地方里，人类“超越了死亡”的存在并且快乐的生活在一起。
各种神话和宗教中提到的“乌托邦”有：
- 黄金时代：公元前8世纪的古希腊诗人赫西奥德在他的田园牧诗《工作与时日》中提到了黄金时代，即人类世纪中四个时代中最古老的那个时代。一世纪的史学家和作家普鲁塔克则将人类的过去描写的十分幸福且极富神话意味。
- 阿卡迪亚（英語：Arcadia）：如同菲利普·悉尼爵士所写的浪漫派诗作《老阿卡迪亚》（1580）那样。它位于伯罗奔尼撒半岛地区，阿卡迪亚成为了一个田园乡村的代名词。
- 圣经中的伊甸园

这些神话给予人们以希望，使他们相信人性的丧失并不是不可挽回的，人们总能够从战争或一切的灾难的阴霾中恢复过来。
在传统的观念中，再次回到这种乌托邦的状态有两种方法，其中一个方法就是找到“人间天堂”，一个像詹姆斯·希尔顿在他的小说《消失的地平线》中描绘的隐藏在西藏深山中的“香格里拉”那样的地方。如果地球上存在“这样的天堂”的话，那么人类就可以找到他。所以当哥伦布到达“新大陆”并发现了当地的原住民时，他认为自己找到了伊甸园。
另一种方式回到过去的天堂（17世纪英国诗人约翰·弥尔顿称其为失乐园）的方式就是等待黄金时代的重新归来。
而在现代，人们依旧希望能够找到如同乌托邦那样的社会。一个由保罗·拉斯金创立的国际组织希望能够通过情景分析来为人类找到一条可以让人类同环境和谐共处并让社会平等发展的方法。最终他们建议如果发起一场全球性的公民运动可以使政治和经济引导到一种可持续发展模式上。

### 女性主義烏托邦
女性主義運動誕生之初，女性主義者便試圖想像沒有性別壓迫的烏托邦，如夏綠蒂·柏金斯·吉爾曼的《她鄉》。

### 游戏与动漫中的乌托邦
游戏系列东方project的世界观有着乌托邦的影子，幻想乡被称为“东之国中远离人里的边境之地”，远离尘世，“符卡规则”使争斗变得如游戏一般。在官方游戏或官方出版物中也有提及或暗示。

### 脚注
1. ↑  中国社会科学院语言研究所词典编辑室．现代汉语词典 [DB]. 7版．北京：商务印书馆, 2016: 1379.
2. ↑  More, Travis; George M. Logan (1989). Utopia. Cambridge University Press
3. ↑  Geus, Marius de (1996). Ecologische utopie?n- Ecotopia's en het milieudebat. Uitgeverij Jan van Arkel.
4. ↑  Spannos, Chris. . Z Magazine. Z Communications. 2008-07-05  [2008-09-01]. （原始内容存档于2008-08-20）.
5. ↑  Robert Paul Sutton, Communal Utopias and the American Experience: Religious Communities (2003) p. 38
6. ↑  . zhtw.eferrit.com.   [2021-10-04]. （原始内容存档于2021-10-04）.

### 书目
- Kumar, Krishan（1991）Utopianism (Milton Keynes: Open University Press) ISBN 0-335-15361-5
- Manuel, Frank & Manuel, Fritzie（1979）Utopian Thought in the Western World (Oxford: Blackwell) ISBN 0-674-93185-8
- Hine, Robert V. (1983) California's Utopian Colonies (University of California Press)  ISBN 0-520-04885-7
- Kumar, K (1987) Utopia and Anti-utopia in Modern Times (Oxford: Blackwell) ISBN 0-631-16714-5
- Shadurski, Maxim I. (2007) Literary Utopias from More to Huxley: The Issues of Genre Poetics and Semiosphere. Finding an Island (Moscow: URSS) ISBN 978-5-382-00362-7